# قبة قانصوه أبو سعيد
قبة قانصوه أبو سعيد هي قبة ضريحية للسلطان الظاهر قانصوه أبو سعيد أنشئت عام 904هـ /1498م، وهو العام إلى تسلم فيه قانصوه أبو سعيد زمام السلطنة لتكون مدفنا له. يقع الضريح في القرافة الشرقية للممالك بمدينة القاهرة، مصر. عرفت أيضاً باسم قبة الغفير لأنها كان تستخدم كسكن لحارس المنطقة «الغفير» وسميت الترب التي تقع حولها بنفس الاسم «ترب الغفير».

## الترميم
في فبراير 2022 أعلنت وزارة السياحة والأثار المصرية الانتهاء من أعمال الترميم الإنشائي والمعماري للقبة والتي تضمنت تدعيم الحوائط والأساسات، وأعمال تنظيف وترميم واجهات القبة الأربعة ومنطقة انتقال خوذة القبة وهلالها النحاسي، وتركيب الشبابيك الجصية المعشقة بالزجاج الملون لتغشية شبابيك رقبة القبة والقندليات كما تم تركيب نظام إضاءة جديد داخلية وخارجية للقبة، بالإضافة إلى أعمال الترميم الدقيق حيث تم الانتهاء من ترميم المحراب والقبة من الداخل، وكافة الرنوك والأشرطة الكتابية المزخرفة بهم وتنظيفها وتثبيت ألوانها وإظهارها.كما تم تطوير الموقع المحيط بالقبة شملت تبليط ورصف المنطقة ووضع أحواض نباتات ملائمة لطبيعة الأثر وتركيب اللوحات التعريفية الخاصة بالقبة بالإضافة إلى تركيب كاميرات للمراقبة.